# Даиров, Музаппар Даирович
Музаппар Даирович Даиров (15.3.1914, село Ахтубинка, Харабалинский район, Астраханская область — 10.11.1995) — советский общественный и государственный деятель.

## Образование
Окончил Саратовский техникум финансового планирования, Астраханскую партийно-советскую школу (1935), Казахскую высшую партийную школу при ЦК КП (1939), затем окончил юридический факультет КазГУ.

## Трудовая деятельность
В 1935—1982 гг. — секретарь правления, счетовод колхоза, секретарь комитета комсомола, председатель ревизионной комиссии колхоза (1935—1936), секретарь Урдинского райкома ЛКСМК (1939), заведующий отделом Урдинского райкома партии (1939—1940), заместитель заведующего отделом Западно-Казахстанского обкома партии (1940—1941), секретарь, первый секретарь Джангалинского райкома партии (1941—1945), первый секретарь Урдинского райкома партии (1945—1947), секретарь Президиума Верховного Совета Казахской ССР (1947—1951), секретарь, второй секретарь Акмолинского обкома партии (1951—1954), первый секретарь Павлодарского обкома партии (1954), второй секретарь Павлодарского обкома партии (1954—1956), второй секретарь Северо-Казахстанского обкома партии (1956—1961), председатель Семипалатинского облисполкома (1961—1968), министр хлебопродуктов и комбикормовой промышленности Казахской ССР (1968—1969), министр заготовок Казахской ССР (1969—1982).
Депутат Верховного Совета Казахской ССР 2-го, 4-10-го созывов.

## Награды
- Ордена Ленина, Октябрьской Революции, Отечественной войны 2-й ст., Трудового Красного Знамени — четырежды, Дружбы народов, «Знак Почета» — дважды;

## Семья
Супруга: Даирова Тарбияш Альбергеновна (1917—1993); cыновья: Аскар (1946 г.р.), Ержан (1948 г.р), Нурлан (1950 г.р.), к.т. н.; дочери: Хакима (1937 г.р.), экономист; Лидия (1942 г.р.), к.м.н.; Аслима (1944 г.р.), к.т. н.